# Schafscherer-Streik (1891)

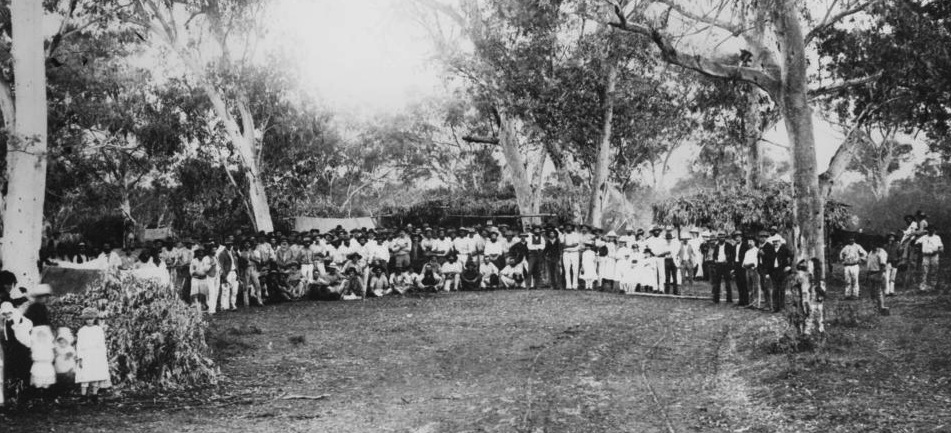
Lager der streikenden Schafscherer in Hughenden, Zentral-Queensland, 1891.

Der Schafscherer-Streik (englisch Shearer’s Strike oder auch Great Shearer’s Strike genannt) in Queensland in Australien fand im Jahre 1891 statt. Dieser Streik gilt als eines der bedeutendsten Ereignisse der frühen Arbeiterbewegung Australiens und dauerte vier Monate. Der Streik bildete einen Anlass zur späteren Gründung der Australian Labor Party, die bis zum heutigen Tage besteht. Im Verlauf des Streiks kam es am 1. Mai in den Orten Barcaldine mit 1.340 und in Charleville mit etwa 600 streikenden Schafscherern zu den ersten zwei 1.-Mai-Demonstrationen in Australien.
Dieser Streik ist Teil der Streikbewegungen in der australischen Wirtschaftsdepression von 1889 bis 1894 mit dem Maritime-Streik (1890), Broken-Hill-Streik (1892) und dem Zweiten Schafscherer-Streik (1894).

## Streikvorbereitungen
Der Streik fand am Ende einer nahezu 40 Jahre anhaltenden wirtschaftlichen Prosperität Australiens statt, die durch Goldfunde, starke Einwanderung, erfolgreiche Urbarmachung landwirtschaftlicher Flächen und einen steigenden Export landwirtschaftlicher Güter gekennzeichnet war. Diese Epoche wird in Australien als das „Golden Age“ (Goldenes Zeitalter) bezeichnet, das in eine langanhaltende Wirtschaftsdepression einmündete.
Dem Schafscherer-Streik ging der so genannte Maritime-Streik der Mercantile Marine Officers' Association vom August bis November 1890 voraus, in dem sich die Gewerkschafter der Seeleute und der Hafenarbeiter wie auch der Bergarbeiter in Kohlenminen beteiligt hatten. Dieser Streik, der in Australien auch als Great Strike bezeichnet wird, endete trotz Beteiligung zehntausender Streikender nicht mit einem Erfolg für die Gewerkschaften.
Die Gewerkschaft der Schafscherer wurde 1886 gegründet und in den folgenden Jahren hatten sich etwa zehntausend Schafscherer gewerkschaftlich organisiert. Die schlechten Arbeitsbedingungen und niedrigen Löhne der Schafscherer, die je geschorenem Schaf bezahlt wurden, waren im 19. Jahrhundert der Anlass für einen Streik in Australien. Obwohl die Wolleproduktion einer der wichtigsten und prosperierenden Wirtschaftszweige des frühen Australiens mit guten Erträgen für die Schafzüchter war, wollten diese eine Lohnsenkung durchsetzen. Die Schafzüchter hatten neben den gewerkschaftlich organisierten Schafscherern Einwanderer, Aborigines und Chinesen beschäftigt, die zu erheblich geringeren Löhnen arbeiteten. Die Gewerkschaft, die Australian Shearers' Union hatte auf einem Kongress im Jahre 1890 in Bourke zum Schutz ihrer Mitglieder beschlossen, dass diese nicht mit Lohndrückern zusammenarbeiten sollten. Aus diesem Grund entschieden die Gewerkschafter auf der Jondaryan-Schafzuchtstation in Darling Downs die Arbeit niederzulegen, weil dort auch Nicht-Gewerkschafter als Schafscherer beschäftigt waren. Um ihre Forderung durchzusetzen, riefen die Gewerkschafter die Hafenarbeiter in Rockhampton auf, die Schafwolle aus dieser Schafzuchtstation nicht zu verladen. Die Hafenarbeiter folgten diesem Aufruf. Daraufhin reagierten die Schafzüchter mit der Gründung des Pastoralists’ Federal Council, um sich zu wehren. Als gewerkschaftlich organisierte Schafscherer in der Logan Downs-Schafszuchtstation aufgefordert wurden, Unterschriften unter Arbeitsverträge mit niedrigen Löhnen zu leisten, bildete dies den unmittelbaren Anlass zum Streik.

## Streik

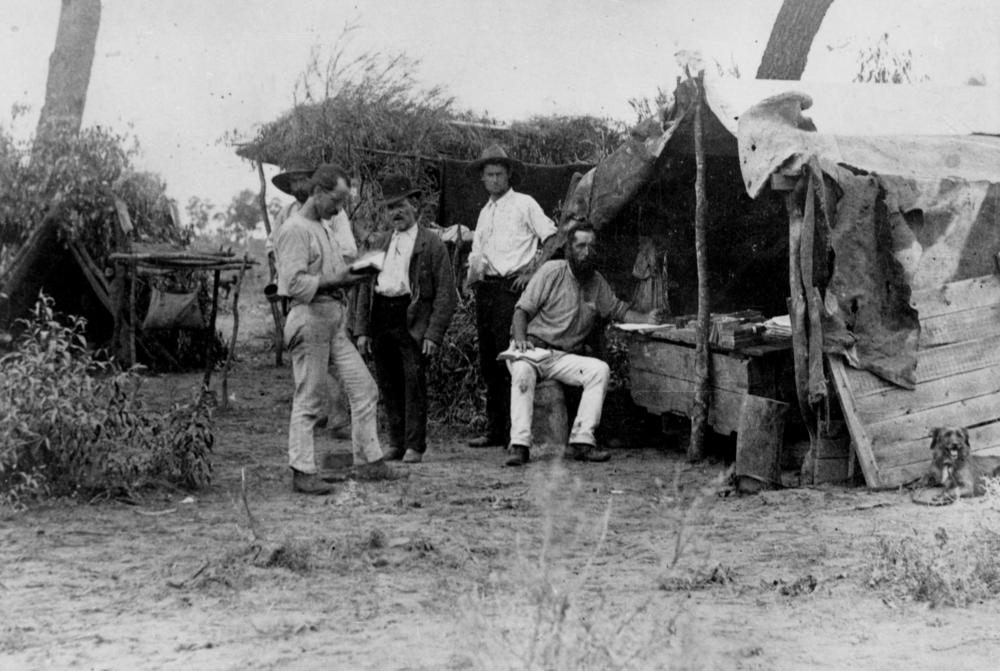
Arbeiterbücherei im Streikcamp in Barcaldine, 1891

Am 5. Januar 1891 forderten die Schafscherer die Annahme folgender Forderungen: Anerkennung des existierenden Lohntarifs, Schutz der vorhandenen Rechte und Besitzstände, unverzügliche und ehrliche Vereinbarungen sowie Nichtbeschäftigung der unter Tarif bezahlten chinesischen Schafscherer. Sie kündigten an, dass sie bis zur Erfüllung ihrer Forderungen streiken würden. Die Streikbewegung breitete sich schnell aus und etwa 30 Schafzüchter-Stationen wurden bestreikt. Es kam zu einer militärischen Intervention, denn die Regierung ordnete 1.000 Soldaten zum Schutz der Streikbrecher ab. So ritten beispielsweise 400 Soldaten in die Ortschaft Clermont ein. Die Gewerkschafter gründeten befestigte Camps außerhalb der Städte Barcaldine am Lagoon Creek, Clermont und Hughenden, bewaffneten sich, plünderten die Schafscherer-Schuppen, stellten Streikposten auf, schikanierten die Streikbrecher und begingen Sabotage, allerdings gab es wenige Beispiele von Gewalt zwischen Streikenden und Streikbrechern. Mitte März waren etwa 4.500 Streikende in Barcaldine versammelt. Am 28. März 1891 wurden zahlreiche Schafscherer in den Orten nahe der Camps verhaftet und in den jeweiligen Orten inhaftiert. Eine Woche später verhafteten Polizeikräfte in Barcaldine fünf Gewerkschaftsführer im dortigen Gewerkschaftsbüro, wobei diese durch eine aufgebrachte Menge bewaffneter Schafscherer marschieren mussten. Unter den Verhafteten war der spätere Premierminister von Queensland Thomas Joseph Ryan und weitere Gewerkschafter wie Michael Murphy, William Fothergill, Hugh Blackwell und William Bennett. Aktiv am Streik beteiligt war John Robert Howe, der den ersten Weltrekord im Schafscheren im Jahre 1892 aufstellte, als er 237 Schafe an einem Tag schor.
Am 1. Mai 1891 fand eine der ersten Mai-Demonstrationen Australiens mit etwa 1.340 Demonstranten in Barcaldine statt, die von 618 bewaffneten Kavalleriereitern mit aufgepflanzten Bajonetten eskortiert wurde. Auf dieser Demonstration wurde Forderungen zum Achtstundentag, für Freiheit, Frieden und Freundschaft laut. Neben den Bannern mit der Aufschrift Australian Labor Federation, The Shearers und Carriers' Unions sowie Young Australia wurde die Eureka-Flagge auf der Demonstration mitgeführt, die an den Bergarbeiter-Streik Australiens von 1854 in Ballarat erinnert, auf der neben einer Verbesserung der Löhne auch politische Reformen eingefordert wurden. Des Weiteren gab es auf der Demonstration internationale Solidaritätsbekundungen an andere Länder.
Um den Streik zu brechen, wurden 12 Gewerkschaftsführer verhaftet, am 20. Mai wegen Verschwörung und Aufwiegelei zu drei Jahren Haft verurteilt und ins berüchtigte Insel-Gefängnis St. Helena bei Brisbane bei schwerer Arbeit eingesperrt.
Das Wetter während des Streiks war unüblicherweise extrem nass, in den Camps war die Verpflegung knapp und der Streikwille erlahmte, denn die Zeit des Schafscherens verstrich. Danach wurden die Schafscherer nicht mehr benötigt. Die Streikenden konnten nach der langen Streikzeit von vier Monaten ihren Widerstand nicht fortsetzen und gaben am 20. Juni das Streikende bekannt.
Dennoch ist dieser Streik für Australien ein historisches Ereignis, denn der Streik führte durch am Streik Beteiligte zur Gründung der Australian Labor Party. Thomas Joseph Ryan nominierte in seiner späteren ersten Regierungszeit acht führende Mitglieder des Streiks für sein Kabinett.

## Streikkultur

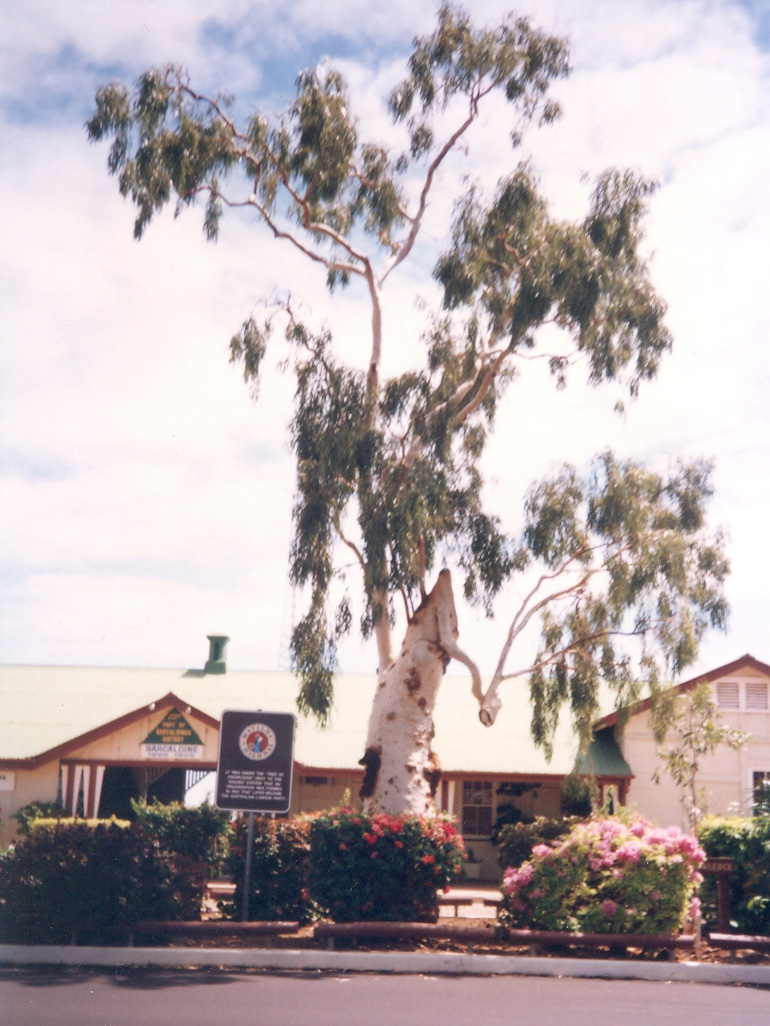
Tree of Knowledge im Jahre 1997 in der Nähe des Bahnhofs von Barcaldine

Henry Lawson verfasste das Lied Freedom on the Wallaby während des Streiks. William Lane schrieb nach dem Streik die Novelle The workingman’s paradise. Das Lied von Banjo Paterson Waltzing Matilda wurde im Jahre 1895 getextet und handelt von einem Schafscherer, der sich lieber selbst ertränkt, als seine Freiheit durch eine Festnahme durch die Polizei zu verlieren. Dieses Lied ist bis zum heutigen Tage die heimliche Nationalhymne.
Angeblich fanden in Barcaldine Streiktreffen im Schatten eines Baumes statt, dem so genannten Tree of Knowledge. Nach neuester historischer Forschung fanden zwar keine Versammlungen unter dem Baum statt, dennoch wird er als historisches Symbol aufgefasst und der Platz als Gedenkstätte gepflegt. Dieser Baum wurde in einem Akt von politischem Vandalismus durch Herbizide im Mai 2006 beschädigt und starb daraufhin fünf Monate später ab.

## Zweiter Schafscherer-Streik
Als die Schafzüchter die Löhne erneut von 20 auf 17 Shillings für 100 Schafe drücken wollten, kam es am 17. Juni 1894 zu einem zweiten Schafscherer-Streik, der zu einer wesentlich härteren Auseinandersetzung mit Gewalt und Brandlegungen führte. Dieser Streik endete am 7. September 1894, als die Schafzüchter einlenkten.